# Fahy-lès-Autrey
Fahy-lès-Autrey é uma comuna francesa na região administrativa de Borgonha-Franco-Condado, no departamento de Alto Sona. Estende-se por uma área de 6,2 km². Em 2010 a comuna tinha 110 habitantes (densidade: 17,7 hab./km²).